# Чистилище (Божествена комедия)
„Чистилище“ (на италиански: Purgatorio) е втората от трите части на поемата „Божествена комедия“ на Данте Алигиери. Другите части са „Ад“ и „Рай“.

## Обща характеристика на „Чистилище“
Чистилището на Данте е разделено на Предчистилище, Чистилище и Земен рай. Структурата му следва томистката класификация на пороците на погрешно насочената любов и вече не се отнася до индивидуалните грехове. Разделено е на седем части, в които се изкупват седемте смъртни гряхаː горделивост, завист, гняв, леност, алчност, лакомия, похот.
Структурата е терасирана в началото от Предчистилището и в края от Земния рай. Изградено като огледален образ на Ада, Чистилището следователно вече не се разбира като пропаст, а като планина и дори редът на греховете е обърнат: пътуването на Данте всъщност е от най-тежкия грях към най-лекия (отново похот, т.е. любов, която превишава мярката).
Пазителят на Чистилището е Катон Млади, който е представен в първата песен. Той е избран от Данте като символ на моралната стойност на политическата свобода.
Всяка част също има ангел- пазителː ангелите на смирението, милостта, кротостта, загрижеността, справедливостта, въздържанието и целомъдрието. Освен това във всяка част каещите се имат пред очите си примери за своя наказан порок и противоположната добродетел. Достигнал прага на Земния рай, Вергилий трябва да изостави поета. Данте е ръководен от латинския поет Стаций, който ще го отведе до небесната градина, където Мателда ще го посрещне, на свой ред очаквайки появата на Беатриче.
Душите в Чистилището вече са в безопасност, но преди да пристигнат в Рая, за да изкупят греховете си, те трябва да се изкачат на планината, както са правили поклонниците, които са тръгвали за Рим или Сантяго де Компостела, за да извършат покаяние по времето на Данте. Следователно всяка душа трябва да измине целия път и да се пречисти във всяка тераса от съответния грях; но за да улесни срещата с определени герои, поетът ги поставя в контекста на техния най-актуален грях.
Чистилището има специфичната функция на изкупление, размисъл и разкаяние и само чрез пътуването, следователно поклонението към Бога, душата може да се стреми към изкупление. Това се отнася и за Данте, който в началото има седем P-та на челото си – символ на седемте смъртни гряха. В края на всеки кадър крилото на ангела пазител изтрива P, като по този начин показва, че това специфично изкупление е извършено. Вергилий в Песен XVII на „Чистилище“ (ст. 91-139) обяснява моралния ред на второто отвъдно царство. Тук също, както и в Ада, грешниците са разделени на три големи категории в зависимост от това дали тяхната вина е била определена от:
- malo objecto, тоест избори, насочени към злото (гордост, завист, гняв);
- малко енергичност в преследването на доброто (акедия);
- твърде енергичност в преследване на материални блага (алчност и прахосничество, лакомия и похот).

На върха на планината Данте поставя Земния Рай, чиято приятна гора, която го покрива, е в симетрична позиция спрямо тъмната гора на Ада. Тук цикълът на пречистване е завършен с потапяне във водите на река Лета, която премахва спомена за греховете, и на Евноя, която оживява спомена за доброто, извършено в земното съществуване.

## Схема на Чистилището
С удебелен шрифт са имената на героите, които действително присъстват в тази част (срещнати от Данте или просто споменати от някой като присъстващи), с изключение на тези, чието бъдещо пристигане е пророкувано; другите са само обект на различни перифрази, цитати и описания. Местата, споменати в скоби, обикновено не се назовават директно, а се представят чрез перифраза.
| Място                                   | Каещи се | Наказание                                                            | Споменати лица | Споменати места | песен                             | Химни и молитви |
| --------------------------------------- | --- | -------------------------------------------------------------------- | --- | --- | --------------------------------- | --- |
| Предчистилище Бряг                      | Току-що пристигнали в Чистилището души | -                                                                    | Калиопа, Пика, Катон Млади, Марция, Казела. | Утика, Ганг, Тибър | I II                              | In exitu Israel de Aegypto (II) Amor che ne la mente mi ragiona (II) |
| Предчистилище 1-во ниво                 | Отлъчените от Църквата: починали в неподчинение на Църквата. | Трябва да останат в Предчистилището 30 пъти времето на отлъчване.    | Манфред, Констанс Сицилианска, Костанца Сицилианска, Фридрих II, Хайме II Арагонски, Бартоломео Пинятели,Климент IV. | Неапол, Бриндизи, Ла Турби, Беневенто, Лири, Козенца. | III                               | - |
| Предчистилище 2-ро ниво                 | Нехайни: поколебали се да се покаят за греховете си; покаяли се само при смъртта си; заети с оръжие, мисъл или политика, те са пренебрегнали до край своето обръщане. | Остават в Предчистилището толкова дълго, колкото е траел животът им. | Кастор, Полукс, Фаетон, Белакуа, Якопо дел Касеро, Шарл II Анжуйски, Ацо VIII д'Есте, Бонконте да Монтефелтро, Джована да Монтефелтро, Пиа де Толомей, Бенинказа да Латерина, Гин ди Тако, Гучо дей Тарлати, Федерико Новело, Гано дели Скорниджани (или може би Фарината), Маркуцио дели Скорниджани, Орсо дели Алберти, Пиер дьо ла Брос, Мария Брабантска, Сордело да Гойто, Юстиниан I,Албрехт I Австрийски, сем. Монтеки, сем. Капулети, сем. Моналди, сем. Филипески, Марк Клавдий Марцел (или може би Марк Клавдий Марцел (консул)).                                                   | Сан Лео, Ноли, Бисмантова, Какуме, Йерусалим, Мароко, (Арконетанска марка), Романя, (Неаполитанско кралство), Фано, (Падуа), Есте, Мира, Ориаго, Монтефелтро, Кампалдино, Аркиано, Еремо ди Камалдоли, Пратоманьо, (Казентино), Сиена, Марема, Мантуа, Санта Фиора, Атина, Древна Спарта. | IV V VI                           | Miserere (V) |
| Предчистилище Долина на князете         | Твърде увлечени от светската слава, те чакат до последния момент, за да се покаят.                                                                                    | Остават в Предчистилището толкова дълго, колкото е траел животът им. | Октавиан Август, Рудолф I, Отокар II, Вацлав II, Филип III (Франция), Анри I (Навара), Филип Хубави, Педро III Арагонски, Шарл I, Педро Арагонски (или може би Алфонсо III Арагонски), Хайме II Арагонски, Федерико II Сицилиански, Беатрис Прованска, Маргарита Бургундска, Хенри III (Англия), Едуард I, Вилхелм VII (Монферат), Нино Висконти, Корадо Маласпина, Джована Висконти ди Галура, Беатриче д'Есте, Корадо Маласпина стари, Аврора, Titone, Procne, Ганимед, Achille, Хирон, Луций Цецилий Метел.                                                                                | Вълтава, Елба, (Бохемия), Пулия, Алесандрия, Монферат, Канавезе, Луниджана, Sciro, Тарпейска скала. | VII VIII IX                       | Salve, Regina (VII) Te lucis ante terminum (VIII) Te Deum laudamus (IX) |
| Чистилище 1-ва тераса                   | Горделиви | Ходят с тежести.                                                     | Поликлет Стари, David, Микол, Траян, Григорий I, Омберто Алдобрандески, Гулиелмо Алдобрандески, Одеризи да Губио, Франко Болониезе, Чимабуе, Джото, Гуидо Кавалканти, Гуидо Гуиницели, Провенцано Салвани, Мино де Мини (или може би Бартоломео Серачини), Бриарей, Аполон, Атина, Марс, Нимрод, Ниоба, Саул, Арахна, Робоам, Алкмеон, Сенахериб, Тамир, Олоферн, Алигиеро ди Качагуида. | Кампанятико, Губио, Париж, Троя, (Монте але Крочи), Ponte alle Grazie (chiamato "понте Робаконте"). | X XI XII                          | Отче наш (XI) Beati pauperes spiritu (XII) |
| Чистилище 2-ра тераса                   | Завистливи | Носят власеница и клепачите им са зашити с тел.                      | Орест, Сапия Салвани, Пиетро ди Кампи, Цирцея, Гуидо дел Дука, Риниери да Калболи, Фулчиери да Калболи, Лицио ди Валбона, Ариго Майнарди, Пиер Траверсаро, Гуидо ди Карпеня, Фабро дей Ламбертаци, Бернардин ди Фоско, Гуидо да Прата, Уголино д'Ацо, Федерико Тиньозо, сем. Траверсари, сем. Анастаджи, Магинардо Пагани, Уголино дей Фантолини, Каин, Аглавра. | Коле ди Вал д'Елса, Таламоне, Диана, Арно, Фалтерона, Пелоритански планини, По, Апенински планини, Адриатическо море, Рейн, (Romagna), Bologna, Фаенца, Прада, Бертиноро, Банякавало, Кастрокаро, Конио.                                                                                  | XIII XIV                          | Litanie dei santi (XIII) |
| Чистилище 3-та тераса                   | Гневливи | Ходят в пушек.                                                       | Пизистрат, Свети Стефан, Марко Ломбардо, Фридрих II, Корадо III да Палацо, Герардо III да Камино, Гуидо да Кастело, Леви, Гая да Камино, Прохна, Аман, Ксеркс, Естир, Мардохей, Лавиния. | Атина, Адидже, По, (Ломбардия). | XV XVI                            | Beati misericordes (XV) Агнец (XVI) Beati pacifici (XVII) |
| Чистилище 4-та тераса                   | Бездействени | Тичат, крещящи примери за загриженост и наказано бездействие.        | Юлий Цезар,Герардо II да Сан Дзено, Фридрих I Барбароса, Алберто I дела Скала, Еней. | Пиетоле, Исмен, Азоп, Лерида, Марсилия, Сан Дзено, Верона, Milano, Йордан. | XVII XVIII                        | - |
| Чистилище 5-а тераса                    | Алчни и разточителни | Лежат с лице надолу и вързани.                                       | Адриан V, Аладжа Фиески, Гай Фабриций Лусцин, Николай Чудотворец, Хуго Капет, Шарл I Анжуйски, Конрадин Швабски, Тома Аквински, Шарл дьо Валоа, Шарл II Анжуйски, Филип Хубави, Пигмалион, Мидас, Акан, Анания и Сапфира, Хелиодор, Полиместор, Полидор, Марк Лициний Крас, Клеопа, Алкмеон, Стаций, Лахезис, Клото, Ирида, Тавмант, Тит, Ювенал, Йокаста, Клио, Домициан, Теренций, Цецилий Стаций, Плавт, Марк Теренций Варон (или може би Луций Варий Руф), Персий, Омир, Еврипид, Антифонт, Симонид, Агатон, Антигона, Деипила, Аргия, Исмена, Хипсипила, Тирезий, Манто, Тети, Дейдамея. | Дуе, Лил, Гент, Брюге, Понтийо, Нормандия, Гаскония, Анани, Делос, Парнас, Ланджия. | XIX XX XXI XXII                   | Beati qui lugent; Adhaesit pavimento anima mea (XIX) Gloria in excelsis Deo (XX) Beati qui esuriunt et sitiunt iustitiam (XXII) |
| Чистилище 6-а тераса                    | Лакоми | Страдат от глад и жажда.                                             | Даниил, Свети Йоан Кръстител, Ерисихтон, Мария ди Елеадзаро, Форезе Донати, Нела Донати, Пикарда Донати, Бонаджунта Орбичани, Мартин IV, Убалдино дели Убалдини, Бонифацио Фиески, Маркезе дели Аргулиози, Джентука Морла?, Джакомо да Лентини, Гуитоне д'Арецо, Корсо Донти, кентаври, Гедеон. | Йерусалим, Барбаля, (Флоренция), Олимп, Тур, Болсена, Форли, Мадиан. | XXIII XXIV                        | Miserere (XXIII) Beati qui esuriunt et sitiunt iustitiam (XXIV) |
| Чистилище 7-а тераса, реки Лета и Евноя | Похотливи и содомити | Ходят в огън.                                                        | Мелеагър, Авероес, Лахезис, Диана, Калисто, Венера, Пасифея, Гуидо Гуиницели, Ликург, Тоант, Евней, Жиро дьо Борнел, Гуитоне д'Арецо, Арно Даниел, Пирам, Тизба, Лиа, Рахил, Юлий Цезар. | Содом, Гомор, Рифейски планини, Лета, Лимож, Ебро, Ганг. | XXV XXVI XXVII                    | Summae Deus clementiae (XXV) Beati mundo corde; Venite, benedicti Patris mei (XXVII) |
| Чистилище Земен рай                     | Души, които са направили своето изкупление | -                                                                    | Еол, Мателда, Прозерпина, Венера, Ксеркс I, Леандър, Урания, Диана, Аргус, Йезекиил, Сципион Африкански, Октавиан Август, Хипократ, Беатриче, Ярба, Адам, Петър, Йосиф, Яков, Моисей, Илия, Темида, Сфинкс, Наяди (или може би Едип?), Пирам. | Клас, Дарданели, Сестос, Абидос, Парнас, Хеликон, (Либия), Elsa, Ефрат, Тигър. | XXVIII XXIX XXX XXXI XXXII XXXIII | Delectasti me, Domine (XXVIII) Beati quorum tecta sunt peccata; Osanna (XXIX) Veni, sponsa, de Libano; Manibus date lilia plenis; In te, Domine, speravi (XXX) Miserere (XXXI) Deus, venerunt gentes; Modicum, et non videbitis me (XXXIII) |

## Тераси на Чистилището
Данте Алигиери в „Чистилище“ описва визията на своето пътуване в отвъдния живот: Чистилището е разделено на три частив – Предчистилището,Чистилище, разделено на тераси, които са седем въз основа на Моралът в Йов на Григорий Велики, и Земният рай. Моралната конструкция на Чистилището е обяснена от поета в песен XVII.

### Предчистилище
Данте и Вергилий пристигат в Чистилището чрез „естествената бездна“, която започва от центъра на земята, тоест от дъното на Ада, и която я свързва с Южното полукълбо, на което само сред водите стои планина на Чистилището. Тук те първо спират на плажа, охраняван от Катон Млади, благородна и строга фигура, символ на свободата и следователно на свободната воля, необходима за падането на греха и за неговото изкупление. В Предчистилището, съставено от две скали, са душите на нехайните, тоест тези, които чакат да могат да започнат своето изкупление. По-късно те се сблъскват с душите на онези, които са умрели от насилствена смърт, принудени да останат в Предчистилището толкова години, колкото е тяхното земно съществуване. Накрая минават през вратата на Чистилището, пазена от вратаря Ангел с двата ключа и започват изкачването на планината.

### Първа терасаː Горделиви
Тук душите на горделивите се изкупват, вървят обременени от тежестта на огромни камъни и рецитират Отче наш. Тежестта, която душите са принудени да носят, съответства на надменността на тяхното поведение: сега те се оказват превити в усилието да я поддържат, докато приживе са стоели прави с високо вдигнати глави; рецитирането на молитва също участва в Закона за възмездието, което предполага смирение в моленето на Бог за милост (макар че пропускат частта, която изисква да не бъдат въведени в изкушение, тъй като този риск вече не ги засяга).
Терасата се пази от Ангела на смирението, който пее блаженството Beati pauperes spiritu, „Блажени бедните духом“.
Примерите от първата тераса са издълбани в мрамор, но с божествено изкуство, което ги кара да изглеждат като живи сцени (до такава степен, че Данте дори вярва, че чува гласовете им). Те са:
- примери за смирение:

1. Благовещение, когато Мария отговаря на архангел Гавриил „ ecce ancilla Dei “;
2. Смирението на Давид в пеенето и танците пред Кивота, докато той го пренася до Йерусалим ;
3. диалогът между император Траян и вдовицата, която го моли за отмъщение за убития ѝ син;

- примери за наказана горделивост:

1. Луцифер паднал от небето;
2. Бриарей победен от Юпитер ;
3. великаните, победени от боговете;
4. Немврот и Вавилонската кула ;
5. Ниоба сред убитите деца;
6. Саул се самоубива;
7. Арахна, превърната в паяк;
8. Бягащият Робоам ;
9. Ерифила е убита, защото е разкрила къде се крие съпругът ѝ;
10. Сенахериб умира в храма за нападение над Юдейското царство ;
11. Кир II се дави в кръвта, която е пролял;
12. Олоферн обезглавен от Юдит ;
13. Унищожена Троя .

Тук се покайват Омберто Алдобрандески, Одеризи да Губио и Провенцано Салвани.

### Втора терасаː Завистливи
Тук душите на завистниците се изкупват, покрити с власеница и с очи, зашити с тел като наказание за изпълнения със завист поглед, който са обърнали към ближния си приживе, а цветът на власеницата намеква за лицето, посиняло от желание; седят облегнати един на друг, за разлика от живота, когато са се опитвали да се съсипят; накрая пеят ектениите на светците .
Терасата е пазена от Ангела на милосърдието, който пее блаженството Beati misericordes и „Насладете се на вас, които побеждавате“.
Примерите на втория кадър са извикани от въздушни гласове, в съответствие с факта, че душите са със затворени очи, и са:
- примери за милосърдие:

1. Мария на сватбата в Кана ;
2. Пилад, който се опитва да умре вместо приятеля си Орест ;
3. Максимата „Обичайте онзи, от когото сте получили зло”;

- примери за наказана завист:

1. Каин, убиец на Авел ;
2. Аглавра превърната в камък поради завист към сестра си.

Тук се покайват Сапия, Гуидо дел Дука и Раниери да Калболи .

### Трета терасаː Гневливи
Тук душите на гневливите ходят в гъст дим, символ на гнева, който заслепява и замъглява интелектуалните способности; те пеят Агнец божи.
Пазителят на терасата е Ангелът на кротостта, който пее блаженството Beati pacifica .
Примерите на третата тераса се появяват в екстатични видения и са:
- примери за кротост:

1. Мария, когато намира Исус в храма;
2. Пизистрат прощава на младежа, прегърнал публично дъщеря му;
3. Свети Стефан, който, умирайки, прощава на мъчителите си;

- примери за наказан гняв:

1. Прохна се трансформира в лястовица;
2. Аман разпнат за това, че иска да убие праведния Мардохей ;
3. Амата се самоубива от гняв, че трябва да даде дъщеря си за жена на Еней .

Тук се покайва Марко Ломбардо.

### Четвърта терасаː Бездействени
Туй душите на ленивите, които тичат без почивка, изкупват мързела в любов към духовните блага.
Ангелът на пъргавостта пази тази тераса: той пее блаженството Beati qui lugent (т.е. „Блажени страдащите“).
Примерите в тази тераса са изкрещявани от самите души; касае се за:
- примери за пъргавост:

1. Мария посещава Елисавета ;
2. Юлий Цезар бърза към Испания ;

- примери за наказана ленивост

1. евреите, които останаха в пустинята, вместо да последват Мойсей ;
2. троянците, които не последват Еней в Лациум .

Тук се покайва Герардо II ди Сан Дзено.

### Пета терасаː Алчни и разточителни
Тук душите на сребролюбците и разточителните, които лежат на земята със завързани ръце и крака, се изкупват заедно: както в живота не са обърнали очите си към небесните блага, сега са принудени да гледат на земята, както и преди те са били обърнати изключително към земните блага; и тъй като те не са правили добро, а са се посветили изключително на парите, ръцете им са вързани, точно тези, които са боравели с парите, и краката им, и така са принудени да останат неподвижни. Те пеят Псалм CXIX.
Пазителят на тази тераса е Ангелът на справедливостта, който пее блаженството Beati qui sitount .
Примерите и в този случай се произнасят от самите души и са:
- примери за бедност и щедрост:

1. Мария, която ражда в конюшня;
2. Гай Фабриций Лусцин, който отказва да бъде подкупен с пари;
3. Свети Никола, който спасява три момичета от проституция, като им дава зестра, за да се омъжат;

- примери за наказана алчност:

1. Пигмалион, който става предател, крадец и отцеубиец за пари;
2. Мидас, който превръща всичко, до което се докосне, в злато, и по този начин умира от глад;
3. Ахан, убит от Исус Навин за плячката на Йерихон
4. Сапфира и нейният съпруг Анания, поразени от Бог, защото са задържали част от техните блага, обещани на общността;
5. Хелиодор, ритан от кон за опит да разграби храма в Йерусалим ;
6. Полинестор, който убива Полидор, за да го ограби;
7. Марк Лициний Крас, на когото партският цар излива разтопено злато в устата му, за да го накаже за алчността му

Тук се покайват папа Адриан V, Хю Капет и Публий Папиний Стаций .

### Шеста терасааː Лакоми
Каещите се тук са лакомите, които тичат, без да спират, под дървета, пълни с плодове, и по бреговете на бистри потоци, които обаче не могат да докоснат: те са неузнаваеми поради своята слабост, гладни и жадни; възмездието в този случай е очевидно и произтича директно от класическата митология, по-специално от известното мъчение на Тантал (описано, между другото, от Вергилий в „Енеида“).
Терасата е пазена от Ангела на въздържанието, който пее блаженството Beati qui exuriunt iustitiam (т.е. „Блажени гладните за справедливост“ или според други тълкувания „Блажени гладните според правилната мярка“).
Примерите тук се извикват от дърветата, около които се тълпи лакомата тълпа, без да може да събере плодовете; те са:
- примери за умереност:

1. Мария, която на сватбата в Кана не мисли толкова за себе си, а по-скоро за успеха на банкета;
2. Древните римски жени, които според легендата са били трезвени;
3. Данаил, който отказва храната на Навуходоносор и получи мъдростта от Бог като храна;
4. Златният век, в който жълъдите са били вкусна храна, а водите на потоците са били нектар;
5. Свети Йоан Кръстител, който се храни с мед и скакалци в пустинята;

- примери за наказана лакомия:

1. кентаврите, които се напиват на сватбата на Хиподамия и са убити от Тезей ;
2. евреите, които пият твърде алчно в пустинята и не могат да участват във войната срещу мадиамците .

Тук се покайват Форезе Донати, Бонаджунта Орбичани, Мартин IV, Убалдино дели Убалдини, Бонифацио Фиески и Маркезе дели Аргулиози.

### Седма терасаː похотливи и содомити
Тук са похотливите, които ходят в огъня, традиционен символ на любовта и похотта; те са разделени на две групи, в зависимост от това дали са съгрешили от любов към природата или от любов срещу природата (содомия): когато двете групи се срещнат, каещите се разменят целомъдрена целувка, върху бързината на която Данте особено набляга. Те също пеят Summae Deus clementiae .
Терасата е пазена от Ангела на целомъдрието, който пее блаженството Beati mundo corde, т.е. „Блажени са чистите по сърце".
Примерите се произнасят от самите души, след размяна на бърза целувка; те са:
- примери за целомъдрие:

1. Мария, която провъзгласява "Virum non cognosco ";
2. Диана, която прогонва нимфата Калисто, открила, че е бременна;
3. целомъдрени жени и съпрузи според закона на брака ;

- примери за наказана похот:

1. Содом и Гомор, унищожени от огнен дъжд;
2. Пасифая, която се чифтоса с бика, генериращ Минотавъра

Тук се покайват Гуидо Гуиницели и Арно Даниел.
Преодолявайки стената от пламъци, Данте и Вергилий срещат друг ангел, който кани поетите да се изкачат, пеейки Venite, benedicti patris mei: той пази Земния рай, където пристигат душите, които са направили изкупление за греховете си. Тук текат две реки, Лета, която отнема спомена за извършеното зло и Евноя, която подновява спомена за стореното добро, което душите пият, придружени от Мателда, алегория на състоянието на невинност на човека преди първородния грях, така пречиствайки се преди да се издигнат на небето .